# Cal Badia (Castellfollit)
Cal Badia és una masia del municipi de Castellfollit de Riubregós (Anoia) inclosa en l'Inventari del Patrimoni Arquitectònic de Catalunya.

## Descripció
Casal de pedra de bon carreu, malauradament molt malmès per les modificacions que ha sofert al llarg dels anys. Té també algunes edificacions auxiliars annexes de pedra i d'altres més modernes. La porta principal és allindanada i té la data de 1766 inscrita a la llinda.